# 스파이더맨: 비욘드 더 유니버스
"스파이더맨: 비욘드 더 유니버스"(영어: Spider-Man: Beyond the Spider-Verse)는 2027년 개봉 예정인 미국의 슈퍼히어로 애니메이션 영화이다. 밥 퍼시케티와 저스틴 K. 톰슨이 감독을 맡았으며, 2024년 영화 《스파이더맨: 어크로스 더 유니버스》의 속편이다.